# Statek pasażerski

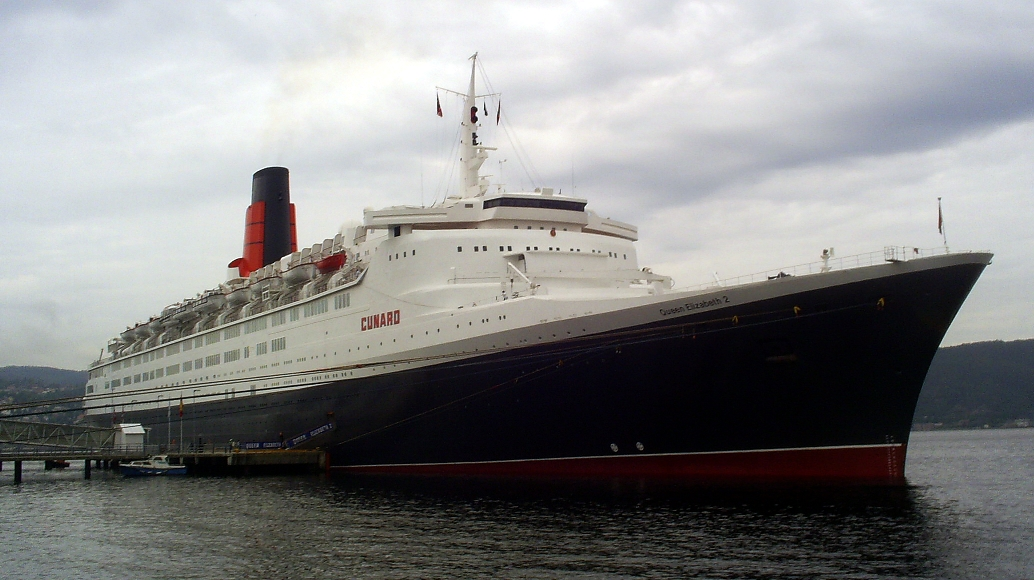
Statek pasażerski RMS Queen Elizabeth 2

Statek pasażerski – statek przeznaczony do przewozu osób. Statkami pasażerskimi mogą być także statki zarabiające przede wszystkim przewozem towarów. Już w 1948 r. w przepisach Konwencji Londyńskiej określono, że statkiem pasażerskim jest każdy statek handlowy zabierający na pokład i mający miejsca kabinowe dla ponad 12 pasażerów. Przez następne lata utarł się podział na statki pasażerskie zabierające powyżej 100 pasażerów oraz pasażersko-towarowe mogące pomieścić od 12 do 100 osób. Coraz bardziej upowszechniała się żegluga promowa, pojawiły się też nowe typy statków np. poduszkowce, szybkie statki pasażerskie (tzw. HSC).

## Historia oraz główne nurty w żegludze pasażerskiej
Dawniej statki pasażerskie stanowiły jedyny środek przewozu osób pomiędzy kontynentami (tzw. transatlantyki). Zasiedlały się całe kontynenty, a z Europy płynął nieprzerwany strumień emigrantów. Pojawiali się też pasażerowie podróżujący służbowo, administracja kolonialna, czy też prowadzący interesy na skalę światową. Transatlantyki zaczęły stawać coraz bardziej komfortowe i przepełnione luksusem, a konstruktorzy projektowali statki o coraz większej prędkości. Zaczęto rozgrywać zawody o zdobycie tzw. błękitnej wstęgi. Państwa morskie uważały za celowe chlubić się swoimi transatlantykami np.: SS France (później „Norway”), SS United States, SS Deutschland, RMS Queen Mary. Pierwszym zagrożeniem dla statków pasażerskich stał się transport powietrzny. Gwałtowny rozwój techniczny lotnictwa w czasie i po II wojnie światowej doprowadził do powstania po wojnie pojemnych i szybkich samolotów odrzutowych. Zdobywanie kolejnej błękitnej wstęgi straciło sens. Jednak transatlantyki były nadal budowane, eksploatowane i dotowane przez państwa. Obecnie rolę transportu ludzi na duże odległości całkowicie przejęły samoloty. Jednak pojawiło się nowe zjawisko – mimo utrzymywania na siłę nieopłacalnych już linii pasażerskich, zaczęto organizować krótkie rejsy wycieczkowe i okazało się, że cieszą się dużym powodzeniem. Ludzie chcieli choć raz przepłynąć się „narodową chlubą”, mieli pieniądze i coraz dłuższe urlopy. Zgodnie z popytem zaczęto budować statki wycieczkowe. Obecnie statki pasażerskie obsługują głównie rejsy wycieczkowe, oferując pasażerom podróż w niezwykle komfortowych warunkach. Armatorzy starają się pływać na akwenach gwarantujących piękną pogodę i egzotyczną przygodę. Tak to do dzisiejszych czasów przetrwała legenda transatlantyków.

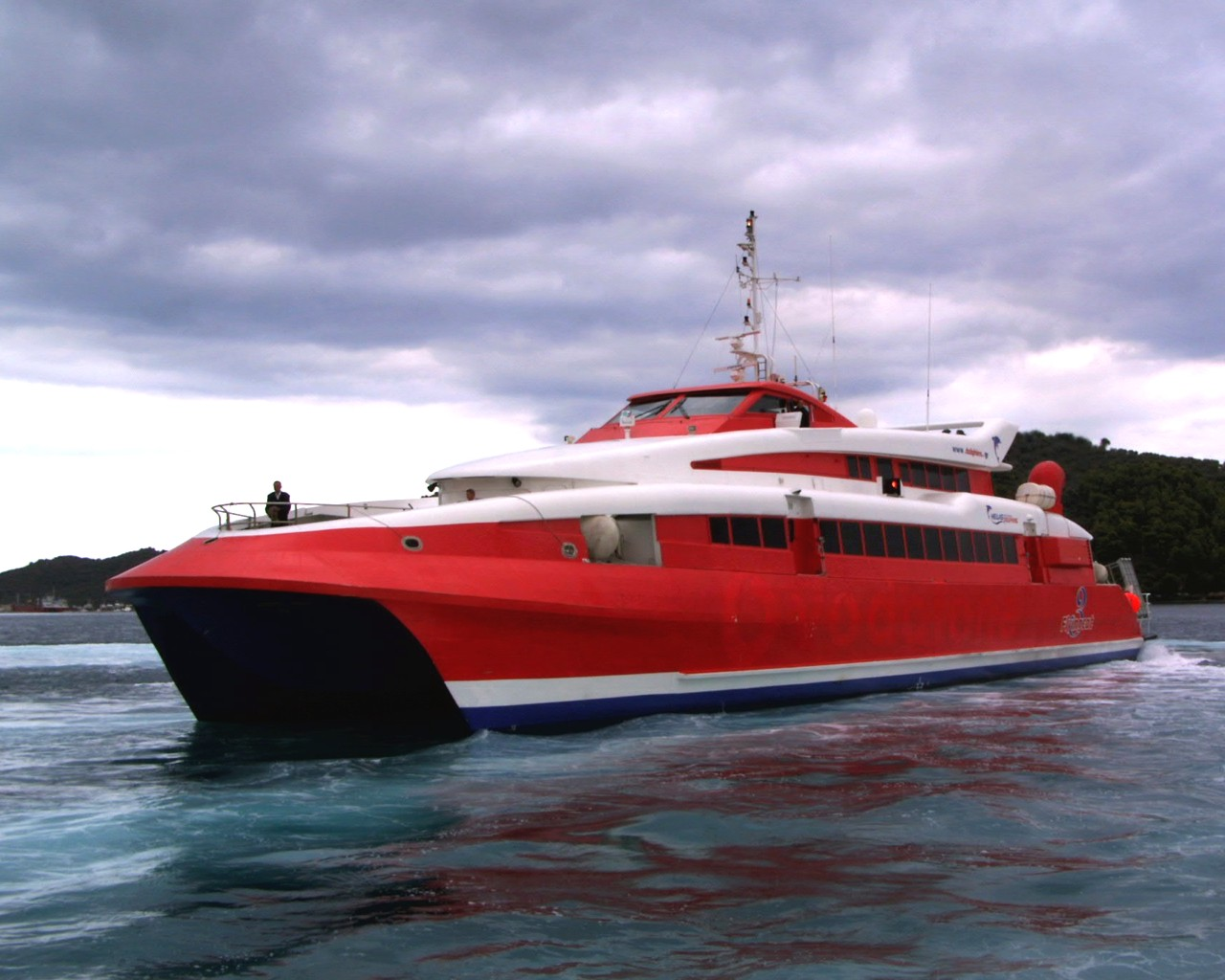
Szybki prom morski

Obecne statki pasażerskie – prawdziwe giganty w porównaniu ze sławnymi „Królowymi” Cunarda i uważanej za ideał piękna francuską „Normandie” – stanowią zupełnie odrębną kategorię, bo trudno porównywać regularną komunikację przez ocean z podróżami morskimi dla przyjemności.
Obok klasycznej żeglugi pasażerskiej na wielkie odległości – na świecie istnieją również inne odłamy takiej komunikacji: pasażerskie linie kabotażowe, czy wręcz komunikacja transjeziorowa.
Przykładem tej pierwszej jest grubo ponadstuletnia norweska linia Hurtigruten, łącząca od 1893 roku do dziś dnia południe Norwegii z jej północą. Przykładem tej drugiej jest żegluga po szwajcarskim Jeziorze Czterech Kantonów.
Pojawił się też drugi nurt żeglugi pasażerskiej i co za tym idzie pojawiły się też statki pasażerskie całkiem inne od dotychczas obowiązujących stereotypów. Na krótkich trasach morskich na przedłużeniach dróg i linii kolejowych rozwinęła się żegluga wahadłowa obsługiwana przez promy. Promy morskie w ten sposób stały się statkami pasażerskimi, mimo że oprócz ludzi przewoziły na swych pokładach ładunki. Pojawiało się na nich wyposażenie znane dotychczas z transatlantyków np. na MF Rogalin był basen, cztery bary, restauracja, kafeteria, kasyno gry i kabiny o 3 klasach. Na krótkich trasach pojawiły się też szybkie promy mogące konkurować nawet z transportem lotniczym tzw. HSC, poduszkowce, wodoloty. Nie posiadały one na swoich pokładach kabin, a ich atutem była prędkość przekraczająca nawet 45 węzłów i czas podróży od pół godziny do 4 godzin.

## Współczesne statki pasażerskie
Współczesne statki pasażerskie, to statki przewożące powyżej 12 pasażerów, uprawiające żeglugę morską, posiadające napęd mechaniczny i mające długość powyżej 24 m (SOLAS). Jak widać powyższemu opisowi odpowiada wiele jednostek pływających, dlatego w tej różnorodności warto podkreślić części wspólne:
- Konieczność przestrzegania zaostrzonych przepisów bezpieczeństwa IMO dotyczących ich budowy, traktujących jako nadrzędne bezpieczeństwo pasażerów; wyposażenia w dodatkowe: instalacje alarmowe, przeciwpożarowe (m in. automatyczne instalacje gaszące pożar – tzw. tryskaczowe), dodatkowe środki ratunkowe; zatrudnianie profesjonalnych załóg legitymujących się szczególnymi uprawnieniami związanymi z prowadzeniem tego typu żeglugi oraz przeprowadzenie częstszych niż na zwykłych statkach alarmów próbnych i ćwiczebnych.
- Po spełnieniu wymagań dotyczących bezpieczeństwa, następną cechą jest takie zaprojektowanie statku, aby jego wnętrze mogło pomieścić nie tylko komfortowe kabiny dla pasażerów, ale też całą infrastrukturę hotelowo-gastronomiczną np.: restauracje, bary, baseny kąpielowe, pasaże, punkty widokowe itp. Większość objętości kadłuba oraz wielka (dominująca nad kadłubem) nadbudówka praktycznie zajmująca całą długość od dziobu do rufy statku jest podporządkowana powyższemu celowi. Do projektowania statków zatrudnia się stylistów, którzy dbają o wewnętrzny i zewnętrzny wygląd, podkreślają indywidualny charakter każdej jednostki, czyniąc z niej dzieło sztuki. Duża powierzchnia statku jest przeszklona, co w połączeniu z estetyką, i charakterystyczną architekturą nadbudówki sprawia, że statek pasażerski jest identyfikowany bez problemu z daleka przez każdego.
- Wyposażanie tego typu statków w bardzo wydajne i charakteryzujące się dużym stosunkiem mocy do objętości (masy) urządzeń napędowych, mających zapewnić dużą prędkość eksploatacyjną. Stosuje się średnio- i wysokoobrotowe silniki wysokoprężne, turbiny parowe, a czasami nawet turbiny gazowe. Napęd również ze względów bezpieczeństwa jest zwykle co najmniej dwuśrubowy. Na HSC stosuje się napęd wodnoodrzutowy.

Budowa współczesnych statków pasażerskich zależy od rodzaju żeglugi jaką uprawiają:
- żegluga liniowa pasażerska (niemal już nie istnieje z uwagi na powszechność transportu lotniczego. Wyjątkiem są linie utrzymywane ze względów prestiżowych, np. Cunard Line posiada połączenie Southampton (Wielka Brytania) – Nowy Jork, która jest obsługiwana raz w miesiącu (rejs w jedną stronę trwa 6 dni) przez RMS Queen Mary 2).
- żegluga wycieczkowa
- żegluga promowa

### Wycieczkowce

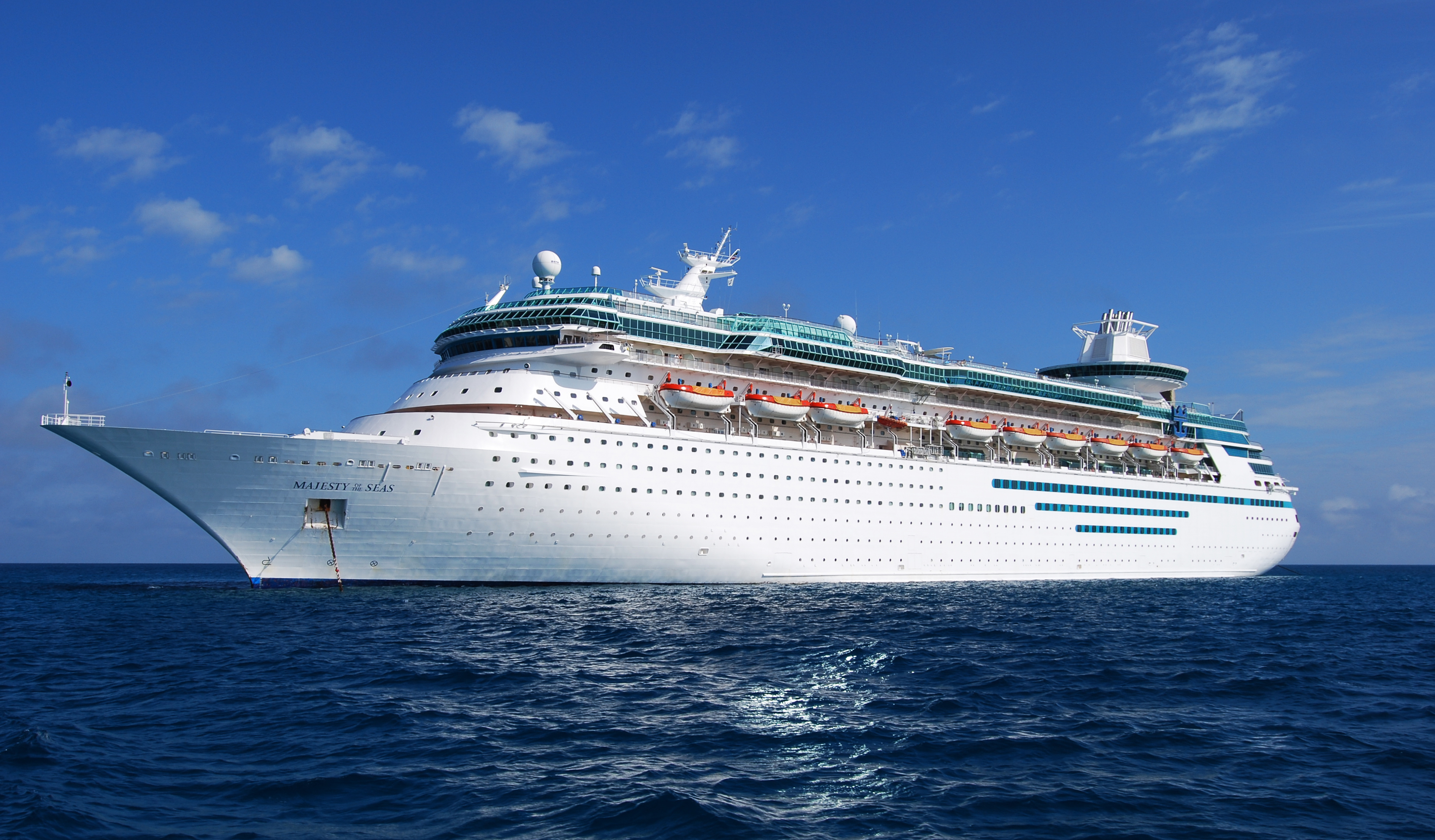
Wycieczkowiec Majesty of the Seas

Podstawowym obecnie zajęciem statków pasażerskich to prowadzenie żeglugi wycieczkowej. Przewozi się w ten sposób w ciągu roku wiele milionów pasażerów używając do tego celu statki mające często powyżej 100 tys. BRT i długość powyżej 350 m, jak i te najmniejsze liczące 24 m długości i kilka, kilkanaście BRT. Nową filozofią stało się, że podróż jest celem samym w sobie, przyjemnością, sposobem spędzania wolnego czasu, nieważny jest port docelowy, byle obok niego znajdowało się lotnisko, na którym mogą lądować i startować pasażerowie statków wycieczkowych krążących po najbardziej atrakcyjnych akwenach globu.
Luksusowo wyposażonych wycieczkowców (restauracje, bary, kasyna, baseny, siłownie, spa itp.), zabierających w rejs kilka tysięcy pasażerów, najwięcej pływa na Karaibach i Morzu Śródziemnym, ale nie brak ich na Pacyfiku i na morzach europejskich. Amerykanie, którzy są najliczniejszymi pasażerami wycieczkowców, preferują rejsy na Alaskę i Bermudy. W akwenie Morza Bałtyckiego coraz częściej odwiedzanym portem jest Gdynia.
Statki pasażerskie, choć inne od naszych współczesnych wyobrażeń, kojarzących je raczej z transatlantykami, są i będą obecne w wielu wyspiarskich krajach. Znaczenie tego transportu ma wymiar wyłącznie lokalny. W Europie m.in. istnieje linia łącząca Helgoland z Hamburgiem i Cuxhaven, Wielką Brytanię z Wyspą Man, Grecję kontynentalną z archipelagiem licznych wysp Morza Egejskiego. W krajach azjatyckich, afrykańskich lokalnych tras komunikacyjnych jest bardzo dużo i często obsługiwane są taborem pływającym dostosowanym doraźnie do przewozu ludzi.

### Promy pasażerskie

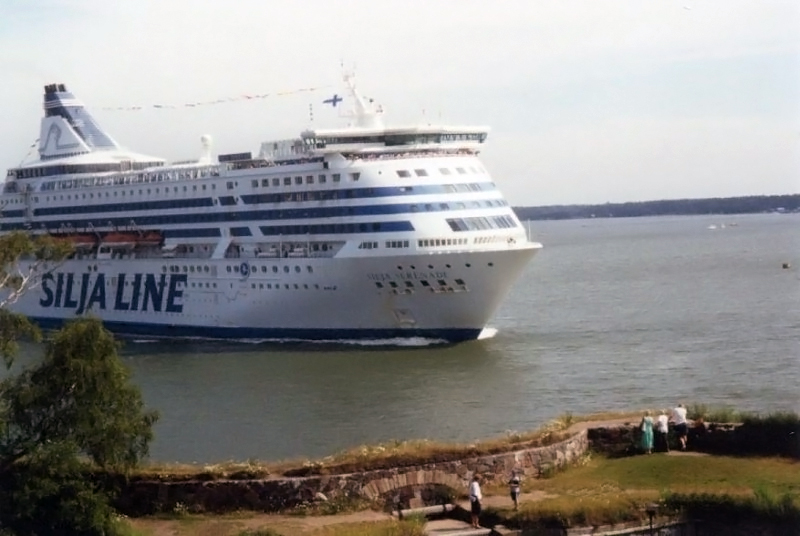
Prom pasażerski MF Silja Serenade

Żegluga promowa jest obsługiwana przez inny typ statków, klasyfikowanych jako statki pasażerskie – RORO. Z racji tak nazwanej funkcji wynika, że oprócz pasażerów przewożą one też ładunki tj.: samochody osobowe, ciężarowe, wagony kolejowe. Podstawową ich rolą jest jednak przewóz ludzi w odróżnieniu od statków ROPAX, gdzie ludzie są tylko „dodatkiem” do ładunku (np. kierowcy ciężarówek). Drugą istotną różnicą pomiędzy liniowcami i wycieczkowcami a promami jest krótki czas trwania podróży wynoszący do kilkudziesięciu godzin.
Krótkotrwałość żeglugi promów determinuje ich niewielką autonomiczność. Różnią się też budową. W kadłubie znajdują się furty dziobowe, rufowe i czasami burtowe umożliwiające szybki załadunek oraz rozładunek w porcie. Na promie znajduje się pokład samochodowy (kolejowy), na który mogą wjeżdżać szybko i sprawnie ładunki toczne (tj. ładunki na kołach). TSS Stefan Batory zabierał jako ładunek do 40 samochodów osobowych, tylko, że ich załadunek odbywał się tradycyjnie, tzn. za pomocą żurawia portowego, co trwało i było operacją dość skomplikowaną. Dziś, gdy transport samochodowy ma coraz większe znaczenie, sposobem na zwiększenie zdolności przewozowej jest zabudowa większych ilości pokładów samochodowych stałych lub opuszczanych hydraulicznie na coraz większych promach. Cały ładunek znajduje się powyżej linii wodnej. Ma to bardzo duże znaczenie przy zapewnieniu bezpieczeństwa, dlatego też statki tego typu mają jeszcze zwiększone wymagania w stosunku do tradycyjnych statków pasażerskich. Statek tego typu jest wyposażony w wiele zbiorników balastowych, które mogą być szybko opróżniane i napełniane, ze względu na zapewnienie stateczności (konieczność równoważenia szybko przemieszczających się ładunków podczas za i wyładunku).
Infrastruktura hotelowo-gastronomiczna wzorowana jest na wycieczkowcach, choć większą rolę spełniają tu względy praktyczne i ekonomiczne, niż chęć oszołomienia pasażerów luksusem. Z uwagi na czas podróży pasażer raczej nie ma szans na skorzystanie z wszystkich usług oferowanych przez gastronomię promową. Często też większość pasażerów odbywa podróż nie korzystając z miejsc w kabinach pasażerskich. Na większości promów organizowane są sklepy wolnocłowe, przynoszące armatorom znaczne przychody. Europejską, a raczej skandynawską specjalnością są promy pełniące rolę wycieczkowców (główny powód zakupy taniego alkoholu w sklepach wolnocłowych).
Aktualnie promowa żegluga pasażerska przeżywa ten sam okres co liniowce na przełomie lat 50. i 60. Pojawił się konkurent w postaci tanich linii lotniczych. Przewozy pasażerskie maleją, mimo że przedsiębiorstwa promowe notują wzrost sprzedaży usług. Powodem tego wzrostu jest zwiększenie przewozów ładunków, szczególnie na obszarze Unii Europejskiej. Fundamentalne znaczenie ma tu wprowadzenie na jej obszarze opłat za korzystanie ze środowiska naturalnego, podatków drogowych, które powodują, że przewoźnicy na dystansie kilkuset kilometrów drogi morskiej uzyskują realne oszczędności. Powstał termin from roads to sea – oznaczający ucieczkę przewozów towarów z dróg lądowych na morze. Poza tym żegluga promowa doskonale wpisuje się w ideę „autostrad morskich” Unii Europejskiej.
Żegluga wycieczkowa na promach mimo przewożonych stosunkowo wielu pasażerów, nie jest już przedsięwzięciem dochodowym. Stało się to z powodu obniżek cen alkoholu lub ich zapowiedzi, w Skandynawii i znalezienia się większości europejskich linii promowych w obszarze celnym Unii. To przyczyniło się do zaniku pojęcia strefy wolnocłowej i podwyżki cen towarów na promach. Większością pasażerów na promach wycieczkowcach stały się grupy, korzystające ze wszystkich promocji i zniżek. Jedynie nieliczne połączenia przynoszą zyski (np. Color Line pomiędzy Norwegią i Niemcami). Generalnie obserwuje się spadek zainteresowania pasażerów podróżami morskimi. Armatorzy również dostosowują swój tabor do nowych wyzwań. Tam gdzie dotychczas operowały bardzo duże promy zabierające ok. 2000 pasażerów, zastępują je jeszcze większe jednostki tylko, że o pojemności do 1500 pasażerów, ale o zwiększonej linii ładunkowej w stosunku do poprzedników. Jesteśmy aktualnie świadkami dalszej redukcji żeglugi pasażerskiej, a promy pasażerskie zastępowane są statkami typu ROPAX.

## Polskie statki pasażerskie

Polski międzywojenny plakat promujący Bałtycko-Amerykańską Linię, pływającą z Polski do USA i Kanady

Trzeba było czekać 10 lat od odzyskania niepodległości. Początki były skromne. Rozbudziły się duże nadzieje, stopniowo wzrastała też nasza flota pasażerska. II wojna światowa przekreśliła ambitne plany, choć czas ten był też czasem chwały polskich liniowców. Po wojnie byliśmy dumni z naszego jedynego transatlantyku. Obok niepostrzeżenie rosła żegluga promowa. W latach dziewięćdziesiątych, gdy zabrakło już „naszego króla” pod polską flagą pływało aż siedem promów pasażerskich. Po 70 latach, mimo że polskie załogi pracowały na polskich promach, żaden z nich nie był już zarejestrowany w Polsce. Banderą ich jest w tej chwili flaga Wysp Bahama, Luksemburga, Vanuatu, jednak wożą cały czas polskich pasażerów i zawijają do polskich portów.

### Okres do II wojny światowej

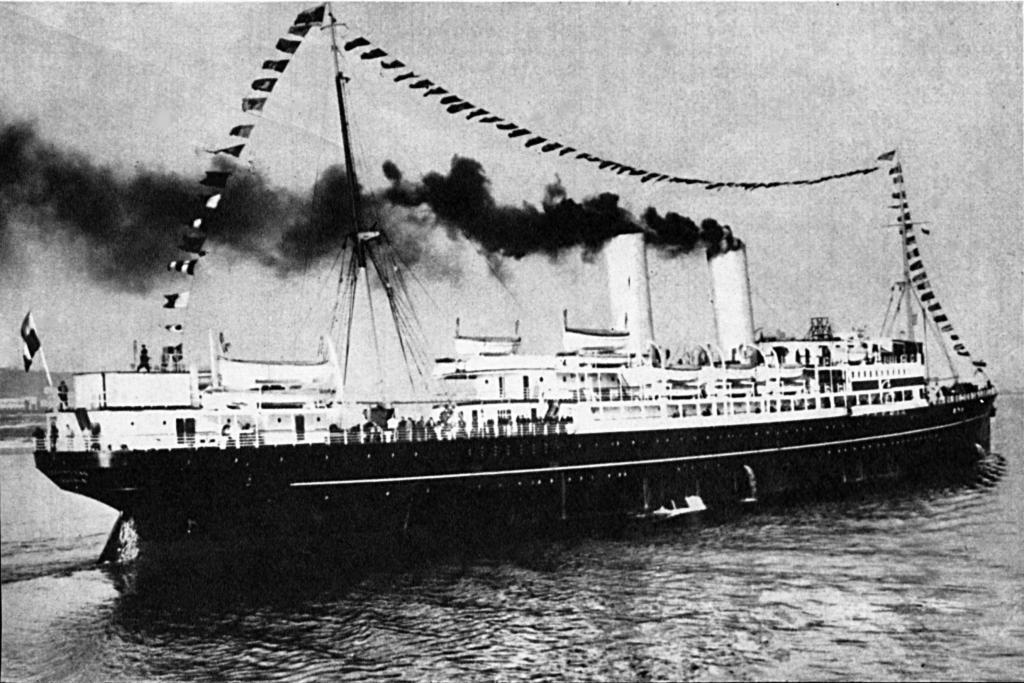
SS Kościuszko

Początki polskiej żeglugi pasażerskiej sięgają 1928 r. Inicjatorem tego przedsięwzięcia był polski rząd, który chciał skierować krajową falę emigracji przez jedyny nasz port morski – Gdynię. Powstało przedsiębiorstwo żeglugowe Polbryt. Zakupiono 4 statki w tym dwa zbudowane na początku XX wieku, były to: SS Rewa (200 pasażerów), SS Łódź (200 pasażerów), SS Warszawa (322 pasażerów) oraz SS Premjer (450 pasażerów, w nazwie nie ma błędu ortograficznego). Statki te w swojej koncepcji przewozu ludzi wyprzedziły czasy o ok. 15 lat. Na typowych statkach handlowych w ładowniach na międzypokładach urządzono sypialnie, jadalnie i umywalnie. W podobnych warunkach byli przewożeni żołnierze alianccy na odległe teatry działań wojennych w trakcie II wojny światowej. Pozostawiono jedynie ładownie chłodzone, aby móc transportować polskie masło i mięso do Wielkiej Brytanii. Zresztą i pasażerowie mieli przesiadać się w Hull i Londynie na brytyjskie transatlantyki, aby do nowego świata dopłynąć III klasą.
W 1930 r. polski rząd nabył duńską linię żeglugową wraz ze statkami i infrastrukturą, a nawet prawem do przystani w Nowym Jorku. Nabyto w ten sposób „Klejnoty Księżniczki Dagmary”, statki opisane w wielu książkach przez kpt. ż.w. Karola Borchardta: SS Polonia, SS Kościuszko, SS Pułaski. Wraz z inwentarzem przejęto też duńskich marynarzy i specjalistów, którzy w miarę upływu czasu byli zastępowani przez Polaków. W ten sposób powstało Polskie Transatlantyckie Towarzystwo Okrętowe (PTTO), przekształcone w 1934 r. Gdynia Ameryka Linia (GAL).

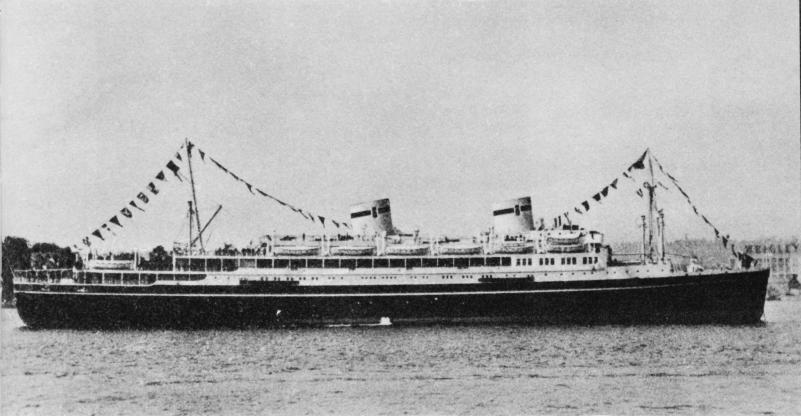
MS Piłsudski

W 1931 r. rząd USA zatrzymał falę emigracji. Pierwszą ofiarą stały się „pasażery” Polbritu kolejno sprzedawane lub złomowane. GAL od 1933 r. sukcesywnie przesuwał swoje klejnoty na nową linię tzw. palestyńską tj. Konstanca – Hajfa, aby obsłużyć wzmożoną falę osadników izraelskich.
Doświadczenie morskie młodego państwa wzrastało, Szkoła Morska wypromowała już swoich pierwszych absolwentów, należało zadbać o prestiż. Zamówiono we włoskiej stoczni nowoczesne transatlantyki: MS Piłsudski oraz MS Batory. Skierowano je pod banderą GALu na linię do Nowego Jorku. W tym czasie zaczęła się legenda polskich transatlantyków wzmocniona potem przez szczęśliwą służbę wojenną Batorego. Pod koniec lat trzydziestych (1936) postanowiono skierować na linię południowoamerykańską wyżej wymienione „klejnoty księżniczki”. Jednak ich wiek i stan techniczny wymusił zamówienie kolejnych dwóch transatlantyków: MS Chrobry oraz MS Sobieski.
Wojnę przetrwały i wróciły do kraju MS Batory oraz MS Sobieski. MS Chrobry spłonął po zbombardowaniu, MS Piłsudski wszedł na miny. „Klejnoty księżniczki” złomowano sukcesywnie od 1938 do 1949 r. za granicą, Skończyła się pewna era polskiej żeglugi pasażerskiej.

### Okres po II wojnie światowej
Z zawieruchy wojennej w dobrym stanie przetrwały jedynie dwa polskie statki pasażerskie: MS Batory i MS Sobieski. Czekała je „repatriacja”, przywrócenie do stanu pierwotnego po pełnionej roli transportowców wojska i wreszcie obsadzenie na nowo załogami. Te ostatnie zadanie było najtrudniejsze, część załóg pozostała na zachodzie, brakowało nowych zaufanych ludzi rodzącego się systemu znających rzemiosło morskie i lojalnych wobec nowej władzy. W 1947 ZSRR w ramach reparacji wojennych za zniszczone polskie statki przekazał pod naszą banderę SS Jagiełło. Świat podzielił się na dwa wrogie obozy, państwa europejskie odbudowywały wojenne zniszczenia, w tym układzie politycznym nie było możliwości utrzymania starych linii pasażerskich. SS Jagiełło oraz MS Sobieski obsadzono częścią włoskich załóg i skierowano na trasę Morze Śródziemne – Ameryka Południowa, Środkowa. W 1949 r. postanowiono całe to przedsięwzięcie zakończyć. Statki przekazano pod banderę ZSRR. Służyły tam dzielnie nowemu właścicielowi do połowy lat 70.

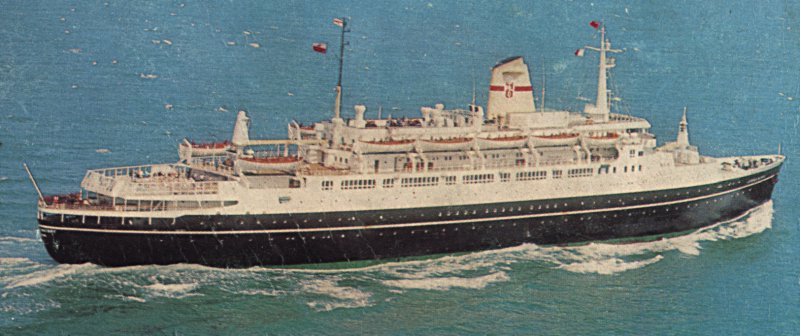
TSS Stefan Batory

MS Batory wrócił w 1947 r. na swoją starą linię i pływał tam do 1951 r. Potem bardziej poprawnie polityczną stała się linia do Indii. Cały ten nieopłacalny epizod indyjski trwał do 1956 r. Na fali odwilży postanowiono wrócić do połączenia przez Atlantyk do Montrealu i Nowego Jorku. MS Batory stał się na długie lata ambasadorem Polski, przedsionkiem „raju utraconego” dla Polonii (tęskniącej za Polską) i dla ludzi ze starego kraju (pragnących się wyrwać do „wolnego świata”).
Pod koniec lat sześćdziesiątych czas Batorego się kończył, zaczęto rozglądać się za jego następcą. Wybór padł na holenderski Maasdam. W 1968 r. zakupiono ten parowiec napędzany turbinami. Złośliwi marynarze znający starego Batorego stwierdzili, że nowy powstawał jako holenderski transportowiec wojska i nigdy nie dorówna prawowitemu królowi. Transakcja stała się faktem TSS Stefan Batory rozpoczął swą służbę, a MS Batory po epizodzie jako pływający hotel został w 1971 r. sprzedany na złom do Hongkongu. Nowy Stefan Batory przede wszystkim obsługiwał linię kanadyjską i zgodnie z nowymi trendami zaczęto organizować też rejsy wycieczkowe m.in. do Saint Pierre et Miquelon, Quebec, Halifax, na Wyspę Księcia Edwarda, na Wyspy Kanaryjskie, do fiordów norweskich. Swoją karierę zakończył w 2000 w Turcji w stoczni złomowej. TSS Stefan Batory na długie lata zapadł w społeczną świadomość jako statek flagowy polskiej floty, ostatni polski transatlantyk z obsługą gastronomiczno-hotelową stającą na najwyższym światowym poziomie oraz klimatem PRLowskiej Cepelii pomieszanej z Pewexem.

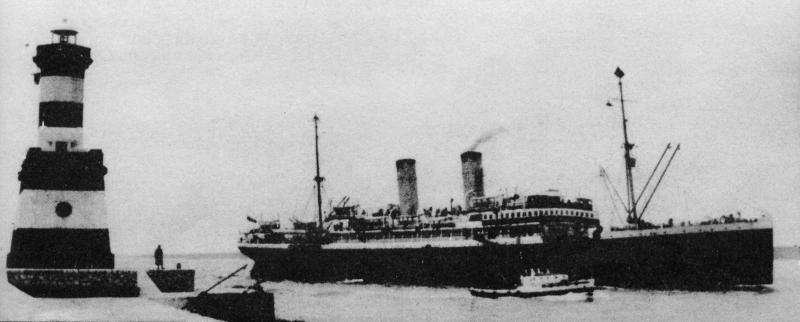
Polonia (1910)

W latach 80. narodziła się koncepcja budowy w Szczecińskiej Stoczni godnego następcy. Trwały spory, czy nowy liniowiec ma się nazywać Król Stefan Batory, czy też Polonia – wygrała ta ostatnia nazwa. Jednak w czasach kryzysu, było to ekonomicznie niemożliwe. Polonia wróciła, jednak już nie jako transatlantyk, ale jako prom pasażerski w barwach Unity Line jako MF Polonia i już nie z polskiej stoczni.
Mało znaną historią jest fakt posiadania przez Polskę wycieczkowca. Nazywał się on MS Mazowsze powstał w 1955 w węgierskiej stoczni rzecznej nad Dunajem. Z tego powodu miał niezbyt duże zanurzenie, płaskie dno i słabą dzielność morską. Jednak do 1983 r. dzielnie służył morskim turystom z PRL w odwiedzinach, przede wszystkim „bratnich” krajów. Zdarzały mu się też okresy, gdy pływał w obcym czarterze (np. u Szwedów, jako m/s „Karolinen”)

### Dane techniczne polskich statków pasażerskich
| Nazwa (inne)                                                 | W służbie | Pasażerów | Pojemność (BRT) | Prędkość (węzłów) | Armator                                                                          | Uwagi                               |
| ------------------------------------------------------------ | --------- | --------- | --------------- | ----------------- | -------------------------------------------------------------------------------- | ----------------------------------- |
| SS Polonia (Kursk, Polonie)                                  | 1910–1938 | 800       | 7 858           | 14                | Polskie Transatlantyckie Towarzystwo Okrętowe (PTTO), Gdynia-America Linie (GAL) | złomowany                           |
| SS Pułaski (Car, Estonia)                                    | 1912–1949 | 789       | 6 503           | 14                | Polskie Transatlantyckie Towarzystwo Okrętowe (PTTO), Gdynia-America Linie (GAL) | złomowany                           |
| SS Kościuszko (Caryca, Lituania, Empire Helford, ORP Gdynia) | 1915–1950 | 712       | 6 522           | 14                | Polskie Transatlantyckie Towarzystwo Okrętowe (PTTO), Gdynia-America Linie (GAL) | złomowany                           |
| MS Piłsudski                                                 | 1935–1939 | 773       | 14 294          | 18                | Gdynia-America Line (GAL)                                                        | zatopiony                           |
| MS Batory (Lucky Ship)                                       | 1936–1971 | 760       | 14 287          | 18                | Gdynia-America Line (GAL) Polskie Linie Oceaniczne                               | złomowany                           |
| MS Sobieski (Gruzija)                                        | 1939–1949 | 1154      | 11 030          | 17                | Gdynia-America Line (GAL)                                                        | przekazany do ZSRR                  |
| MS Chrobry                                                   | 1939–1940 | 1167      | 11 442          | 17                | Gdynia-America Line (GAL)                                                        | zatopiony                           |
| SS Jagiełło                                                  | 1947–1949 | 610       | 6261            | 15                | Polskie Linie Oceaniczne                                                         | przekazany do ZSRR                  |
| TSS Stefan Batory (Stefan)                                   | 1952–2000 | 776       | 16 000          | 17                | Polskie Linie Oceaniczne                                                         | złomowany                           |
| MS Polonia                                                   |           | 1000      | 22 000          | 21                | Polskie Linie Oceaniczne                                                         | projekt następcy Batorego z 1964 r. |
| MS Polonia                                                   |           | 750       | 17 500 – 24 000 | 17,5              | Polskie Linie Oceaniczne                                                         | projekt następcy Stefana Batorego   |
| MS Mazowsze                                                  | 1955–1983 | 120       | 1013            | 16                | Żegluga Gdańska                                                                  | sprzedany                           |

## Polskie promy pasażerskie
Przed II wojną światową polska żegluga promowa nie istniała. Nie było bazy promowej, tradycji i odpowiednich statków. Po układzie w Poczdamie Polska uzyskała szeroki pas wybrzeża aż do Świnoujścia, a wraz z tym portem stała się posiadaczem bazy promowej. Wkrótce zaczęły do niej zawijać szwedzkie promy, które oprócz wagonów z węglem z Polski, przewoziły do Polski transporty z pomocą humanitarną oraz pasażerów – byłych więźniów obozów koncentracyjnych wracających do kraju przez Szwecję. Wraz ze zmianami politycznymi podróże stały się niemożliwe, żegluga promowa zamarła do 1964 r.

### Historia i teraźniejszość

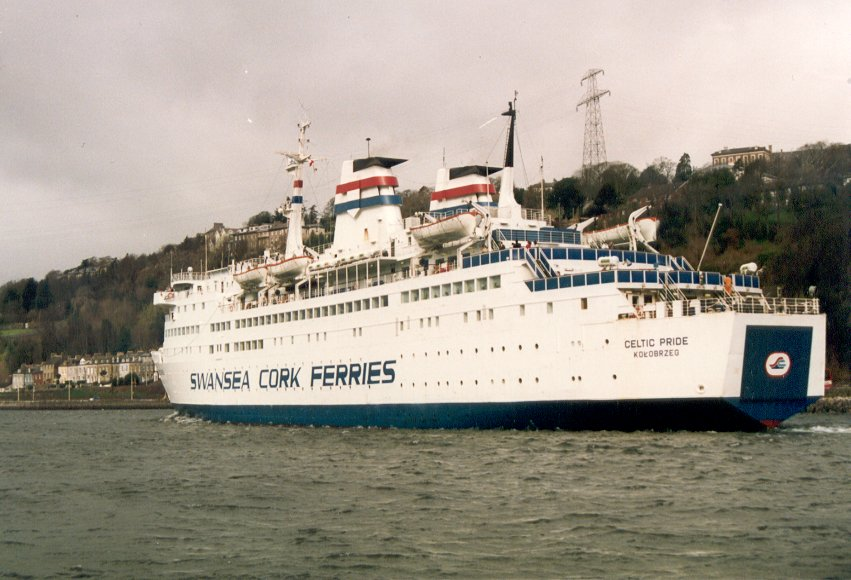
MF Rogalin w czarterze irlandzkim

Wraz z powojennym rozwojem gospodarczym Europy intensywnie rozwijała się też żegluga promowa. Polska nie korzystała z doświadczeń sąsiadów, dopiero w połowie lat 60. powstał pomysł reaktywowania tradycyjnej linii ze Świnoujścia do Ystad. Zakupiono czteroletni prom MF Finndana, który następnie w barwach PŻM wypłynął w rejs już jako MF Gryf. Po kilku latach przekazano go do PLO, armatora mającego duże doświadczenie w prowadzeniu żeglugi pasażerskiej. W ciągu następnych kilku lat dokupiono jeszcze trzy promy: MF Skandynawia, MF Wawel, MF Wilanów. Narodziła się koncepcja połączenia Finlandii i środkowej Szwecji z Trójmiastem. W 1976 r. powstał w Kołobrzegu nowy armator – PŻB, który przejął od PLO całą żeglugę promową. Zamówiono kolejne promy tym razem w polskich stoczniach: MF Pomerania, MF Silesia i MF Masovia. Z uwagi na to, że promy miały komplety pasażerów, uruchamiano nowe linie, pojawiła się konieczność zakupu jeszcze czwartego promu. Wybór padł na MF Aallotar, po przeflagowaniu nazwano go MF Rogalin i nieoficjalnie „mianowano” statkiem flagowym PŻB. Pod koniec lat siedemdziesiątych kołobrzeski armator obsługiwał linie: z Gdańska do Nynäshamn, Helsinek; ze Świnoujścia do Kopenhagi, Felixtowe i Travemünde. Stan wojenny przyniósł załamanie żeglugi promowej. Spadły przewozy, promy potrafiły zabierać w podróż kilku do kilkunastu pasażerów. Z tego powodu nie odebrano ze stoczni Masovii, sprzedano Gryfa, Skandynawię. Polskie promy musiały szukać sobie zatrudnienia na innych morzach niż Bałtyk. Pomerania i Silesia w połowie lat osiemdziesiątych wyczarterowano tunezyjskiemu armatorowi COTUNAV na trasę między Tunisem, Neapolem i Marsylią. Rogalin w 1987 r. został wyczarterowany przez irlandzkie Swansea – Cork – Ferries na linię Swansea – Cork i Cork – Roscoff. Brak przewozów nadrabiano organizowaniem rejsów wycieczkowych dla obywateli PRL, dla znaczącej większości były to rejsy w jedną stronę (emigracja polityczna i ekonomiczna). Uruchomiono też linię dla turystów z RFN do Rygi. Rosnące zatrudnienie promów spowodowało, że zakupiono dwie używane jednostki MF Łańcut i MF Nieborów.

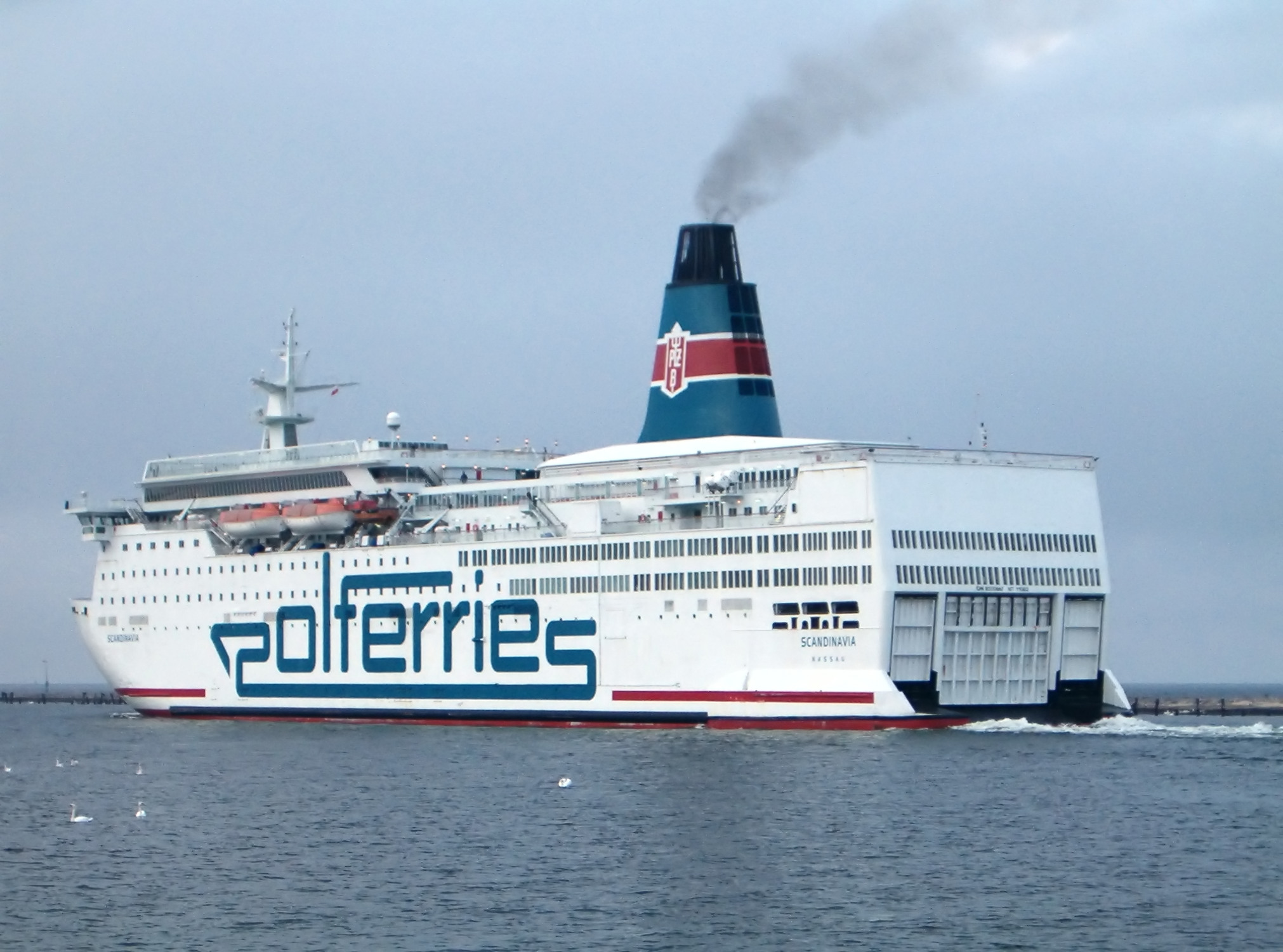
Prom MF Scandinavia

Ostatnia dekada XX w. była okresem przełomu dla polskiej żeglugi promowej. Zaczęto modernizować tabor, redukować załogi, wzrastały przewozy, pojawiła się też konkurencja w 1995 r. w postaci polskiego armatora pod nazwą Unity Line, a potem i innych zagranicznych, renomowanych operatorów promowych (m.in. DFDS, Stena Line). Unity Line wystartowała w tym samym roku na linii Ystad – Świnoujście z promem MF Polonia. Statek został wybudowany w Norwegii na specjalne zamówienie tegoż przewoźnika. Oprócz 1000 pasażerów, 172 samochodów, zabierał na 740 metrów torów – wagony kolejowe. Był też dwa razy większy od dotychczasowych polskich promów. Piękny polski statek, piękna nazwa z tradycjami i obca tania bandera. Nie trzeba było długo czekać i kołobrzeski armator chcąc zredukować koszty dokonał przeflagowania swoich jednostek. W odpowiedzi na nową jakość jaka pojawiła się wraz z Polonią, PŻB dokonała gruntownej przebudowy Pomeranii, a następnie zakupiła w Australii szybki katamaran HSC Boomerang do obsługi nowej linii do Malmö zamiast do Ystad. Ta ostatnia jednostka to już zupełnie nowa jakość w przewozach pasażerskich: konstrukcja wykonana całkowicie ze stopów aluminiowych i kompozytów, prędkość eksploatacyjna powyżej 40 węzłów (na próbach 48 w), napęd wodnoodrzutowy, całkowicie elektroniczny mostek kapitański ze sterowaniem za pomocą ekranów dotykowych i „joysticka” zamiast koła sterowego. Podróż do Szwecji trwała 3 godziny 15 minut zamiast 8, dlatego też nie było na promie kabin, pasażerowie siedzieli w fotelach lotniczych. W 2001 r. prom z powodów ekonomicznych został sprzedany do Estonii. Reszta starego taboru pamiętającego jeszcze lata siedemdziesiąte podzieliła losy Boomeranga lub została zezłomowana. Po 2000 r. zostały dokupione nowe statki, które zastąpiły stare na liniach:
- Ystad – Świnoujście – MF Polonia (Unity Line), MF Mazovia (PŻB), MF Kopernik (Unity Line), MF Jan Śniadecki (Unity Line)
- Trelleborg – Świnoujście MF Gryf (Unity Line), MF Galileusz (Unity Line), MF Wolin (Unity Line)
- Kopenhaga – Świnoujście – MF Pomerania (PŻB) – w sezonie letnim Ronne na wyspie Bornholm
- Nynäshamn – Gdańsk – MF Wawel (PŻB)

### Dane techniczne polskich promów pasażerskich
| Nazwa (inne)                       | W służbie | Pasażerów kabinowych (łącznie) | Pojemność (BRT) | Prędkość (węzłów) | Armator          | Uwagi     |
| ---------------------------------- | --------- | ------------------------------ | --------------- | ----------------- | ---------------- | --------- |
| MF Gryf (Hansa Express, Finndana)  | 1966–1980 | 178 (800)                      | 2 977           | 16                | PŻM, PLO, PŻB    | sprzedany |
| MF Skandynawia (Visby)             | 1970–1981 | 221 (1200)                     | 2 821           | 16,5              | PLO, PŻB         | sprzedany |
| MF Wawel (Gustav Vasa)             | 1973–1988 | 240 (800)                      | 3 801           | 20                | PLO, PŻB         | sprzedany |
| MF Wilanów (Kronprins Carl Gustav) | 1975–1997 | 244 (900)                      | 4 020           | 21                | PLO, PŻB         | sprzedany |
| MF Rogalin (Aallotar)              | 1978–2003 | 438 (984)                      | 7 801           | 21                | PŻB (Polferries) | złomowany |
| MF Pomerania                       | 1978      | 436 (1000)                     | 7 414           | 20                | PŻB (Polferries) | sprzedany |
| MF Silesia                         | 1979–2005 | 414 (1000)                     | 7 414           | 20                | PŻB (Polferries) | sprzedany |
| MF Łańcut (Nils Holgerson)         | 1985–1994 | 292 (700)                      | 4 390           | 21                | PŻB (Polferries) | sprzedany |
| MF Nieborów (Stena Baltica)        | 1988–2002 | 512 (920)                      | 8 697           | 22                | PŻB (Polferries) | sprzedany |
| HSC Boomerang                      | 1997–2001 | bez kabin (700)                | 5 419           | 45                | PŻB (Polferries) | sprzedany |
| MF Scandinavia (Stena Felicity)    | 2003      | 1124 (1808)                    | 23 842          | 20                | PŻB (Polferries) | sprzedany |
| MF Wawel (Stena Fantasia)          | 2004      | 480 (1000)                     | 25 275          | 19                | PŻB (Polferries) | w służbie |
| MF Polonia                         | 1995      | 618 (918)                      | 29 875          | 20                | Unity Line       | w służbie |
| MF Gryf (Kaptan Burhanettin Isim)  | 2004      | 144 (180)                      | 18 653          | 17                | Unity Line       | w służbie |
| MF Galileusz                       | 2006      | 125 (brak danych)              | 15 848          | 19                | Unity Line       | w służbie |
| MF Skania                          | 2008      | 600 (1397)                     | 23 700          | 27                | Unity Line       | w służbie |